# Pseudopanurgus elongatus
Pseudopanurgus elongatus là một loài Hymenoptera trong họ Andrenidae. Loài này được Friese mô tả khoa học năm 1917.